# Liste der Einträge im National Register of Historic Places im Pocahontas County (West Virginia)
Diese Liste der Einträge im National Register of Historic Places im Pocahontas County (West Virginia) enthält alle im Pocahontas County, West Virginia in das National Register of Historic Places eingetragenen Gebäude, Bauwerke, Objekte, Stätten oder historischen Distrikte.
Diese Liste entspricht dem Bearbeitungsstand des National Park Service/National Register of Historic Places vom 27. September 2024.

## Legende
| NRHP | Historic Place             |
| NHL  | National Historic Landmark |
| HD   | National Historic District |

## Aktuelle Einträge
| [ 2 ] | Name                                                        | Bild                                           | Eintragsdatum                 | Lage | Ort          | Beschreibung |
| ----- | ----------------------------------------------------------- | ---------------------------------------------- | ----------------------------- | --- | ------------ | ------------ |
| 1     | Richard Beard House                                         |                                                | 20. März 2002 ID-Nr. 02000255 | an der County Road 31 und Kyle Beard Road 38° 5′ 16″ N, 80° 14′ 15″ W                                                                              | Hillsboro    |              |
| 2     | Pearl Buck House                                            | weitere Bilder                                 | 15. Juni 1970 ID-Nr. 70000663 | 8129 Seneca Trail an der U.S. Route 219 38° 8′ 30″ N, 80° 12′ 19″ W                                                                                | Hillsboro    |              |
| 3     | Camp Allegheny                                              | weitere Bilder                                 | 28. Sep. 1990 ID-Nr. 90001446 | County Route 3, östlich der County Route 5 38° 28′ 26″ N, 79° 43′ 28″ W                                                                            | Bartow       |              |
| 4     | Camp Bartow Historic District                               | Camp Bartow Historic District                  | 10. Mai 1996 ID-Nr. 95001325  | Straßenkreuzung von U.S. Route 250, der West Virginia Route 28 und West Virginia Route 92 38° 32′ 3″ N, 79° 46′ 4″ W                               | Bartow       |              |
| 5     | Cass Historic District                                      | Cass Historic District                         | 28. Nov. 1980 ID-Nr. 80004038 | West Virginia Route 66 und County Route 1 38° 23′ 29″ N, 79° 55′ 8″ W                                                                              | Cass         |              |
| 6     | Cass Scenic Railroad                                        | weitere Bilder                                 | 12. Juli 1974 ID-Nr. 74002019 | entlang der Eisenbahnstrecke von Cass nach Bald Knob 38° 25′ 58″ N, 79° 56′ 14″ W                                                                  | Cass         |              |
| 7     | Droop Mountain Battlefield                                  | weitere Bilder                                 | 26. Jan. 1970 ID-Nr. 70000664 | südlich von Marlinton an der U.S. Route 219 38° 6′ 36″ N, 80° 16′ 20″ W                                                                            | Marlinton    |              |
| 8     | GW Jeep Site                                                | GW Jeep Site                                   | 23. Dez. 1993 ID-Nr. 93001443 | Elleber Sods Rd. 38° 24′ 55″ N, 79° 42′ 27″ W | Greenbank    |              |
| 9     | Frank and Anna Hunter House                                 | Frank and Anna Hunter House                    | 13. Mai 1976 ID-Nr. 76001945  | U.S. Route 219 38° 13′ 14″ N, 80° 6′ 3″ W | Marlinton    |              |
| 10    | Huntersville Old County Jail                                |                                                | 6. Apr. 2023 ID-Nr. 100008823 | Barlow Lane Rd. 38° 11′ 26,2″ N, 80° 1′ 1,6″ W | Huntersville |              |
| 11    | Huntersville Presbyterian Church                            | Huntersville Presbyterian Church               | 4. Okt. 1978 ID-Nr. 78002809  | County Route 21 und West Virginia Route 39 38° 11′ 24″ N, 80° 1′ 4″ W                                                                              | Huntersville |              |
| 12    | IOOF Lodge Building                                         | IOOF Lodge Building                            | 24. März 2000 ID-Nr. 00000249 | Kreuzung der 8th Street und Second Avenue 38° 13′ 24,7″ N, 80° 5′ 40″ W                                                                            | Marlinton    |              |
| 13    | Locust Creek Covered Bridge                                 | weitere Bilder                                 | 4. Juni 1981 ID-Nr. 81000607  | County Route 31 an der County Route 20 38° 4′ 46″ N, 80° 15′ 1″ W                                                                                  | Hillsboro    |              |
| 14    | Marlinton Chesapeake and Ohio Railroad Station              | Marlinton Chesapeake and Ohio Railroad Station | 29. Aug. 1979 ID-Nr. 79002598 | 8th St. und 4th Ave. 38° 13′ 21″ N, 80° 5′ 34″ W                                                                                                   | Marlinton    |              |
| 15    | Marlinton Opera House                                       | Marlinton Opera House                          | 24. März 2000 ID-Nr. 00000253 | Third Avenue 38° 13′ 21″ N, 80° 5′ 41″ W | Marlinton    |              |
| 16    | McNeel Mill                                                 | McNeel Mill                                    | 8. Aug. 1985 ID-Nr. 85001783  | U.S. Route 219 38° 9′ 26″ N, 80° 10′ 55″ W | Mill Point   |              |
| 17    | New Deal Resources in Seneca State Forest Historic District | weitere Bilder                                 | 4. Sep. 2018 ID-Nr. 100002854 | 10135 Browns Creek Rd. 38° 17′ 47″ N, 79° 55′ 42,2″ W                                                                                              | Dunmore      |              |
| 18    | New Deal Resources in Watoga State Park Historic District   | weitere Bilder                                 | 4. Feb. 2011 ID-Nr. 10001227  | HC 82 südwestlich von der West Virginia Route 39 38° 7′ 1″ N, 80° 7′ 41″ W                                                                         | Marlinton    |              |
| 19    | Pleasant Green Methodist Episcopal Church                   | Pleasant Green Methodist Episcopal Church      | 12. Dez. 2012 ID-Nr. 12001052 | Seebert Rd. 38° 8′ 30,5″ N, 80° 11′ 23,5″ W | Seebert      |              |
| 20    | Pocahontas County Courthouse and Jail                       | Pocahontas County Courthouse and Jail          | 15. Juli 1994 ID-Nr. 94000724 | 900C Tenth Ave. 38° 13′ 4″ N, 80° 5′ 18″ W | Marlinton    |              |
| 21    | Pocahontas Times Print Shop                                 | Pocahontas Times Print Shop                    | 22. Sep. 1977 ID-Nr. 77001379 | 810 2nd Ave. 38° 13′ 23″ N, 80° 5′ 42″ W | Marlinton    |              |
| 22    | Reber Radio Telescope                                       | weitere Bilder                                 | 9. Nov. 1972 ID-Nr. 72001291  | Green Bank Observatory, nordöstlich von Green Bank an der Verbindung der West Virginia Route 28/West Virginia Route 92 38° 25′ 49″ N, 79° 49′ 4″ W | Green Bank   |              |
| 23    | Seebert Lane Colored School                                 |                                                | 12. Dez. 2012 ID-Nr. 12001053 | Seebert Rd. 38° 8′ 46,8″ N, 80° 11′ 38,6″ W | Seebert      |              |